# Сан Мартино дел Лаго
Сан Мартѝно дел Ла̀го (на италиански: San Martino del Lago, на местен диалект: San Marten, Сан Мартен) е село и община в Северна Италия, провинция Кремона, регион Ломбардия. Разположено е на 31 m надморска височина. Населението на общината е 467 души (към 2010 г.).